# Řízení letového provozu České republiky
Řízení letového provozu České republiky, státní podnik (ŘLP ČR, s.p.) je český státní podnik pověřený státem (viz Chicagská úmluva, ICAO) k poskytování „letových provozních služeb“ (Air Traffic Services) – ve vzdušném prostoru (airspace) nad územím České republiky.

## Fungování
Jejími hlavními nástroji řízení je „letecká pevná telekomunikační služba“ (Aeronautical Fixed Telecommunication Network), „letecká pohyblivá telekomunikační služba“ a „letové provozní služby“.
Piloti pohybující se v informační oblasti (FIR) (FIR Praha je tvořena hranicemi ČR) slyší pokyny ŘLP hlavně na radiových frekvencích oblastní služby řízení (ACC), letadla provádějící přiblížení na přistání se spojují s přibližovací službou řízení (APP) a letadla v těsné blízkosti letišť a na letištích se spojují s TWR (tower, řídící věž). Jde o tzv. služby ATS, Letové provozní služby, jejichž výkonní představitelé jsou ATCOs (Air Traffic Controllers) řídící letového provozu.
Nástroje pro sledování polohy jsou primární přehledový radar PSR – pracuje s přímými radarovými odrazy a sekundární přehledový radar SSR – pomocí dotazovače (interrogator) spolupracuje s S módovým odpovídačem (transponderem) umístěným na palubě letadel.
Řídící letového provozu řídí také pohyb letadel na letištní
pohybové ploše (Movement Area), která sestává z odbavovací plochy (Apron) a provozní plochy (Manoeuvring Area), která sestává z RWY (Runway(s), VPD – vzletová a přistávací dráha/hy) a TWY (Taxiways) – pojížděcí dráhy.
Letiště, letištní budovy, letištní plochy a radionavigační příslušenství bylo v majetkové správě jiné organizace než ŘLP, a sice České správy letišť.
V únoru 2007 zahájilo provoz IATCC Praha (Národní Integrované středisko řízení letového provozu), v Jenči, kde je kromě administrativního zázemí podniku umístěna služba oblastního řízení a přibližovací služba, které předtím sloužily v Technickém bloku (budově TWR Ruzyně). Slovo „integrované“ mělo značit sloučení sídla civilní a vojenské služby řízení, k čemuž ale dosud nedošlo.

## Ekonomické výsledky
Více než 90 procent tržeb podniku je tvořeno příjmy z poplatků za navigační služby ve vzdušném prostoru nad ČR. Hospodářský výsledek před zdaněním se v posledních letech pohyboval následovně:
- 2013: 508 milionů Kč
- 2014: 536 milionů Kč
- 2015: 407 milionů Kč
- 2016: 479 milionů Kč
- 2017: 484 milionů Kč
- 2018: 369 milionů Kč
- 2019: 239 milionů Kč
- 2020: –1 556 milionů Kč
- 2021: –710 milionů Kč
- 2022: 130 milionů Kč